# Malvaciphyllum macondicus
Malvaciphyllum macondicus es una especie extinta de plantas del género Malvaciphyllum de la subfamilia Malvoideae, que se caracteriza por una venación palmada, doble pulvino, margen dentado y venas secundarias que se ramifican tanto distal como proximalmente hacia el margen.

## Etimología
El género Malvaciphyllum fue nombrado en referencia a sus hojas (-phyllum) de Malvaceae debido a la característica palmación y doble pulvino común en esta familia. El epíteto específico de la especie tipo de este género, M. quenquiadensis, describe cinco venas primarias basales. Otras especies incluyen M. macondicus, descrita en los depósitos del Paleoceno en Colombia. El epíteto 'macondicus' hace referencia a la ciudad ficticia de Macondo, presentada en Cien años de soledad, libro del autor colombiano Gabriel García Márquez.

## Distribución
Malvaciphyllum macondicus se ha encontrado en depósitos del Paleoceno medio-tardío de la Formación Cerrejón en la cuenca Ranchería, norte de Colombia, así como en la Formación Bogotá que aflora en las tierras altas de la Cordillera Oriental de Colombia.

## Paleoclima y ambiente
Malvaciphyllum macondicus fue una especie ribereña que crecía en lo lagos de llanura de delta inferior, estanques y pantanos de los bosques tropicales del Paleoceno medio-tardío del norte de Suramérica.